# BCmot VIIc
A MÁV BCmot 03006—03008, később BCmot 06121—06123 psz. csoportú, A 1 tengelyelrendezésű, Ganz—de Dion-Bouton-rendszerű gőzmotorkocsi sorozat volt a MÁV-nál
A Ganz gyár 1904-ben újabb három gőzmotorkocsit szállított a MÁV-nak. A VIIc jellegű motorkocsik szerkezete hasonló volt a BCmot VIIa típushoz, ám kerekeinek átmérője annál kisebb, az ACsEV és BHHÉV motorkocsikéval megegyező volt. Tengelyeit szintén Korbuly-féle csapágyazással látták el. A gőzfejlesztő is azonos volt a korábbi típusokéval, azonban a gőzmotor teljesítményét a Ganz gyár saját fejlesztése eredményeként 50 LE-re növelte.
A kocsikat acetilénvilágítással, Böcker típusú légfékkel , és gőzfűtéssel láttál el.
Az új kocsik pályaszáma BCmot 03006-008 lett, amit rövidesen BCmot 06121-06124-re változtattak (ebben már szerepel az időközben beszerzett 4. gép is).

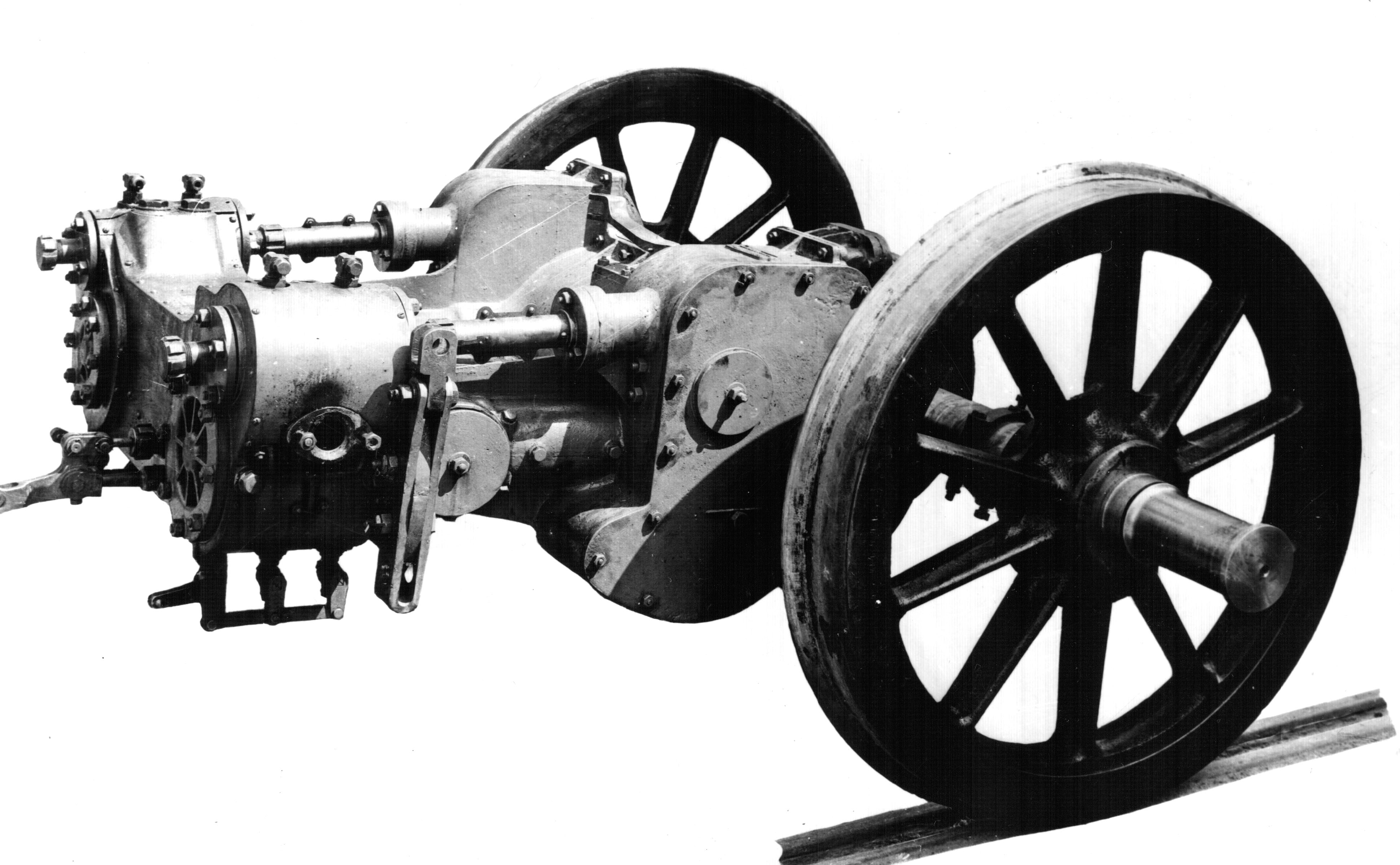
A Ganz gyár saját fejlesztésű de Dion Bouton típusú 50 LE-s gőzmotorja a hajtóművel és a hajtott kerékpárral